# Honigernte auf Timor
Die Honigernte auf Timor (tetum Ko’a bani) ist die traditionelle Gewinnung von Honig und Bienenwachs von wildlebenden Bienen auf der Insel Timor.  Sie findet zweimal im Jahr statt, das erste Mal, die „bani tinan“ (deutsch Bienen des Jahres), im März und das zweite Mal im Mai, „bani loro“ (deutsch Bienen der Trockenzeit). In der Zeit dazwischen mangelt es an ausreichend Blüten, die den Bienen Nahrung liefern können. Neben Honig (tetum bani-been oder wörtlich „orangefarbenes Süßwasser“), der auf Märkten und an der Straße verkauft wird, gewinnt man auch Wachs für timoresische Kerzen (tetum lilin-timor). Den Sammler nennt man Ailale. Die Aufgabe ist nicht mit einem gesellschaftlichen Status, familiärer Zugehörigkeit oder anderen Vorbedingungen verbunden. Da der Sammler aber fast keine Schutzausrüstung trägt, muss er Bienenstiche ertragen können. Üblicherweise sind es Männer, welche die Bienenwaben aus den Baumwipfeln holen, weil das Klettern auf Bäume sich aus Sicht der ländlichen Bevölkerung für Frauen nicht geziemt. In den Gruppen, die Honig ernten, übernehmen sie andere Aufgaben, wie zum Beispiel das Kochen der Mahlzeiten.

## Bienen auf Timor
Der auf Timor gesammelte Honig stammt oft von der Riesenhonigbiene (Apis dorsata), die etwa so groß wie eine europäische Hornisse ist. Sie baut keine geschlossenen Nester, sondern eine einzige Wabenwand mit einem Durchmesser von einem Meter oder mehr, meist weit oben unter dicken, meist waagrechten Ästen in den höchsten Bäumen, unter überhängenden Felsklippen, aber auch an Gebäuden. Auf Timor sind die Bienenbäume (idaté: ai-benun) bis zu 80 Meter hoch. Da die Biene nur zweimal im Jahr Nester baut, sonst aber auf Wanderschaft geht, kann sie nicht in Bienenstöcken gehalten werden.
In Erdhöhlen, Felsspalten und umgestürzten Bäumen baut die Östliche Honigbiene (Apis cerana) ihr Nest. Bei der Honigernte entfällt hier die Gefahr von Stürzen aus großer Höhe. Außerdem gibt es Stachellose Bienen (Meliponini). Sie produzieren nur sehr kleine Mengen von Honig, der aber von hoher Qualität ist.

## Vorbereitungen
Der Haha nain (ein Mensch, der Bitten an die Natur richtet) bestimmt den Zeitpunkt der Ernte. Am Vorabend wird die Ausrüstung vorbereitet. Dazu gehören ein etwa hundert Meter langes Seil (kalui) zum Herablassen der Bienenwaben aus den Baumkronen, ein Bambusbehälter (hilaru), das „tali toi“ (ein zwei Meter langes Seil als Kletterhilfe), das „wai hu'u“ (deutsch Tat des Chefs, ein Bündel aus kleinen Zweigen und darin eingewickelten Kräutern, das verbrannt wird, um die Bienen zu vertreiben), ein Hut mit Netz zum Schutz des Gesichts, Tua Sabu und Tua Mutin (Palmschnaps und Palmwein) und weitere, leere Flaschen. Dazu kommen Betelnüsse, Limetten, Süßkartoffeln, Maniok und Reis, die in einem Korb aus Palmblättern (Luhu) transportiert werden. Für die Nacht wünscht man sich gute Träume. Sollte jemand einen Alptraum haben, wird die Honigernte auf einen anderen Tag verschoben.
Transportmittel für die Ausrüstung sind Timor-Ponys. Auf dem Weg zu den Bienenstöcken werden Zweige mit Blättern am Ende des Weges zurückgelassen. Bei den Idaté in Funar nennt man diesen Brauch „lata ai-rok“. Zeigen die Zweige nach vorn, weist das die Nachfolgenden darauf hin, dass andere Menschen vor ihnen sind. Zeigen die Zweige in die entgegengesetzte Richtung, hat der Vorangehende aus irgendwelchen Gründen kehrtgemacht und ist zurückgegangen. Wenn die Bienenstöcke weiter vom Dorf entfernt sind, übernachtet die Gruppe in einer Tetebele, einer Hütte, die nur zum kurzzeitigen Gebrauch gebaut wird. Hier ist man vor der Hitze geschützt und die Frauen bereiten hier das Essen zu.

## Ernte aus den Baumwipfeln

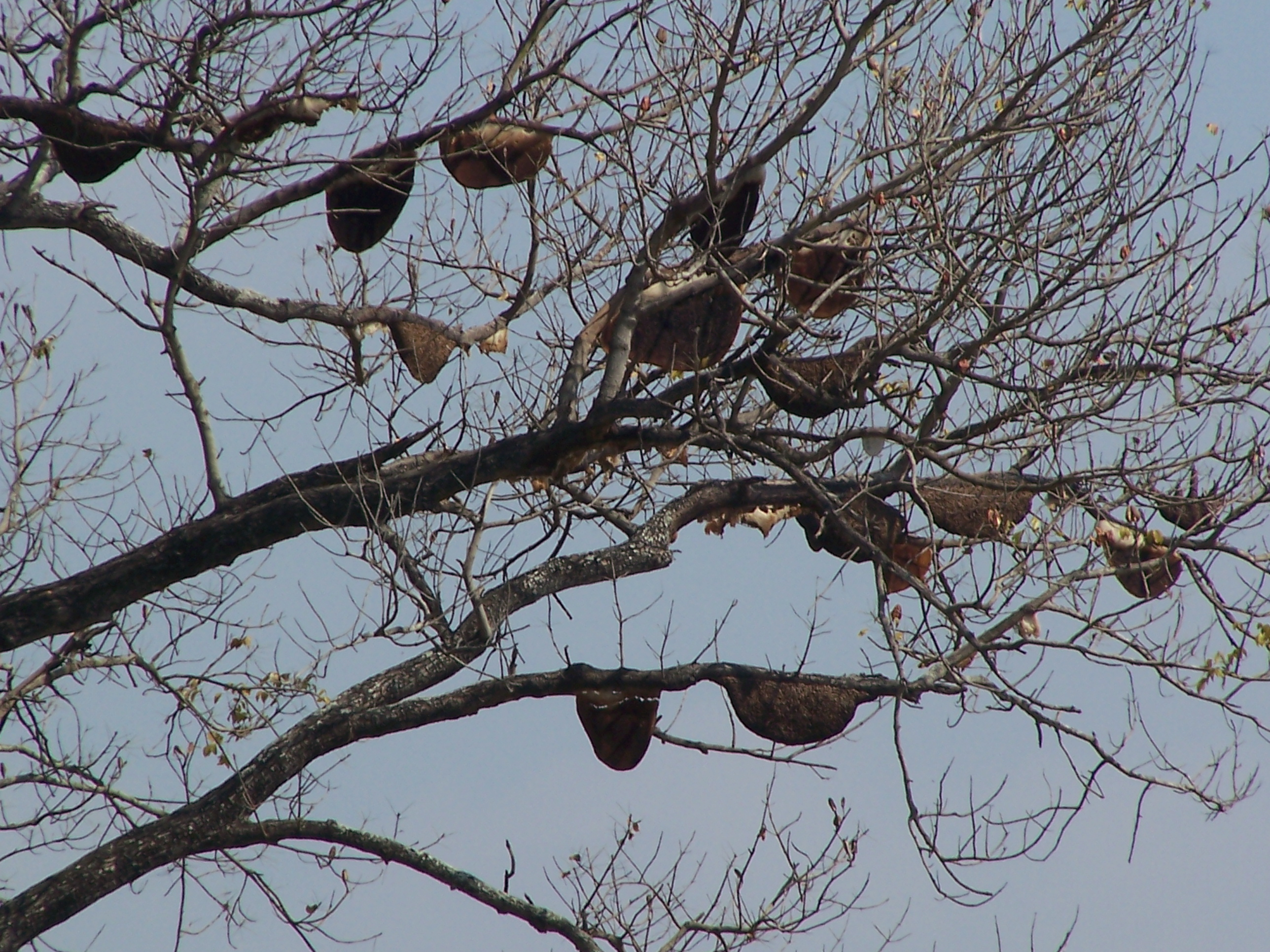
Nester der Riesenhonigbiene in Indien

Muss der Sammler für die Ernte in einen hohen Baumwipfel klettern, wird vorab vom Haha nain ein Ritual abgehalten, das ein Unglück verhindern soll und an dem die gesamte Gruppe teilnimmt. Auf dem Boden steht ein Stein in einem kleinen Holzkreis. Alle müssen schweigen, damit der Haha nain mit der Natur sprechen kann. Ein Luhu mit Betelnüssen und Kalk wird neben den Stein gestellt. Der Haha nain zündet eine Kerze an und schüttet etwas Tua Mutin auf den Stein. Tua Sabu wird nicht verwendet, weil die späteren Bienenstiche dann so heiß brennen könnten wie der Schnaps. Es folgt ein Gebet, um den Schutz der Natur zu erbitten. Bei einigen Gruppen wird ein Schwein den Bienen rituell geopfert.
Dann klettert der Ailale barfuß mit dem Hut mit Netz, dem an einem Seil hängenden brennenden „wai hu'u“, einem Messer, dem Kalui und einer Hilaru den Baum hinauf. Ist der Durchmesser des Stamms so groß, dass der Ailale ihn nicht umfassen kann, nutzt er das „tali toi“ als Kletterhilfe. Auch kleine Leitern werden verwendet. An einem Bienenstock angekommen, schneidet der Ailale die Wabe ab, lässt aber ein Stück als Zeichen des Respekts vor der Natur am Baum zurück. Oft gibt es an einem Baum mehrere Stöcke, die abgeerntet werden können.
Die anderen Mitglieder der Gruppe stehen unter dem Baum und singen abwechselnd das „Lied der Bienen“ (aheruk wani). Es soll den Ailale anfeuern, damit er alle Bienenstöcke einsammelt. Alte Bäume können bis zu 120 Bienenstöcke in ihrer Krone haben. In Mambai lautet der Text „Fali mama o tatan mauleruk fali eh, fali mama o tatan buileruk fali eh“ und kann am ehesten so interpretiert werden, dass der Ailale wie ein Affe sein muss, um alle Bienenstöcke in der Baumkrone zu erreichen. Gleichzeitig soll das Lied auch die Bienen beruhigen.
Wenn der Hilaru mit den Bienenwaben am Seil vom Baum herabgelassen wird, nehmen die Helfer ihn am Boden entgegen, leeren ihn und geben dann das Signal, dass er leer wieder hochgezogen werden kann. Der Vorgang wird so lange wiederholt, bis die Stöcke im Baum abgeerntet sind. Am Ende singen der Ailale und seine Helfer ein gemeinsames Lied, um sich von den Bienen zu verabschieden. Helfer entfernen aus der Haut des Ailale die Bienenstacheln. Schwellungen werden mit Honig oder heißem Wasser behandelt, um die Blutzirkulation anzuregen und die Schmerzen zu lindern.

## Verarbeitung
Die gesammelten Waben werden geknetet, um den Honig herauszudrücken. Jeder Stock kann bis zu fünf Liter Honig enthalten. Werden die Waben geschleudert, liefern sie manchmal nur zwei Liter. Die zerkleinerten Waben werden gekocht, um letzte Honigreste herauszulösen. Das flüssige Wachs wird zunächst auf Blätter gegossen und trocknen gelassen. Dann werden die Wachsbrocken wieder im Topf erhitzt und das flüssige Wachs (hiruk-wer) wird in mit einem Docht vorbereitete Bambusgefäße gefüllt. Die Gefäße haben einen Durchmesser von etwa 20 Zentimeter. Nach dem Erkalten entstehen so die sogenannten timoresischen Kerzen. Bienenlarven, die in den gesammelten Waben sind, werden mit den mitgebrachten Lebensmitteln gekocht und gegessen.
Die Abläufe sind im März und im Mai jeweils die gleichen, aber die Produkte unterscheiden sich in Farbe und Geschmack. Der Honig des „Bani tinan“ ist dunkler und weniger süß, der hellere „Bani loro“ hat ein besonderes Aroma. 2024 verlangten die Produzenten vor Ort für eine 5-Liter-Flasche ihres Honigs 20 US-Dollar. Kauft man eine Flasche in der Hauptstadt Dili, ist der Preis höher.
In Lookeu, einer Region im südlichen Zentraltimor, die beiderseits der Grenze zwischen Indonesien und Osttimor liegt, werden die Bäume „gereinigt“, nachdem die Bienen sie auf ihrer Wanderung verlassen haben. Die alten Waben werden entfernt und die Äste geglättet, um die Rückkehr der Bienen zu sichern und gegebenenfalls neue Völker anzulocken.

## Lokale Traditionen
Am Berg Mutis besingt man die Bienen als die „schönen Waldprinzessinnen“ und bittet sie um Erlaubnis, den Honig ernten zu dürfen. Die Honiggewinnung am Mutis ist während der Blüte des Eucalyptus alba der Dorfgemeinschaft von Olin-Fobia vorbehalten. Wenn der Eucalyptus urophylla blüht, dürfen nach Gewohnheitsrecht die anderen Dörfer der Umgebung Honig ernten.
Im Mai 2018 zeigte der Dokumentarfilm Wild Honey die Honigernte in Lookeu, die hier zu einer großen religiösen Zeremonie wird, die nachts stattfindet. Erntezeiten sind in dieser Region April/Mai („süße Ernte“ vom Eucalyptus alba) und Oktober („bittere Ernte“ von der Dak-Blume). Die Baumkletterer werden Fleckenmusangs (Laku) genannt. Sie umwerben die Bienenköniginnen und singen bei der Arbeit Liebeslieder. Die Lieder sollen die Dankbarkeit gegenüber den Bienen bezeugen, sie zu ihren halbjährlichen Besuchen anlocken und die Bienen anflehen, dass sie von ihrem süßen Produkt abgeben. Dem Glauben nach würden die Bienen nicht zurückkehren, wenn die Rituale nicht korrekt durchgeführt werden. Bis zu sieben „Laku“ ernten bis zu hundert Nester, die ein einzelner Baum beherbergen kann. In früheren Zeiten war die Zahl der Teilnehmer größer und die Ernte aus einer Reihe von Bäumen mit mehreren hundert Nestern fand in mehreren Nächten nacheinander statt. Die herabgelassenen Waben werden von den anderen Dorfbewohnern eingesammelt und zu einem Altar im Wald gebracht. Die Dorfgemeinschaft singt und betet zusammen. Am Ende werden die Waben unter den Dorfbewohnern aufgeteilt. Den Bienen werden kleine Gegenstände wie Korallenketten (Mutissala), metallene Brustplatten (Belak) und ein Schwein als Tribut geopfert.
Es ist nicht nur eine Honigernte, sondern auch eine religiöse Zeremonie, bei der Kontakt mit den Ahnen und einer höheren Macht aufgenommen wird. Die Bienenköniginnen heißen Buik Lorok und Dahu Lorok. Buik und Dahu sind übliche Mädchennamen, „Lorok“ bezieht sich auf die Sonne und somit auf Gott (Nai Maromak). Die Bienenköniginnen sind nach dem Glauben Frauen, die sich in Bienen verwandelt haben. Sie seien himmlischen Ursprungs und Manifestationen von Nai Maromak.

## Wirtschaftliche Bedeutung
In Osttimor wird Honig ausschließlich durch das Ausbeuten von Nestern wilder Bienen gewonnen, in Indonesien zu 80 %.
In der Geschichte Timors zählten Honig und Wachs über Jahrhunderte zu den wichtigsten Exportgütern. Malaiische, chinesische und arabische Händler kauften auf Timor beides neben Sandelholz und Sklaven. Wachs brauchte man nicht nur zur Herstellung von Kerzen, auch bei der Batikfärberei auf Java wird es verwendet. Noch bevor es einen gesicherten Bericht von der Landung der Portugiesen auf Timor gab, erwähnte Rui de Brito Patalim 1514 in einem Brief an König Manuel I. namentlich die Insel, auf der es unter anderem Honig und Wachs gebe. Das Vorkommen der Handelsware Honig als Ressource war ein Faktor, der zum Reichtum und Wachstum der lokalen Bevölkerung beitrug. Der Export hielt bis ins 19. Jahrhundert hinein an. 2022 exportierte Osttimor nach Indonesien Honig im Wert von 29.300 US-Dollar und importierte Honig im Wert von 41.200 US-Dollar aus verschiedenen Ländern. Am Mutis in Westtimor werden jährlich 30 Tonnen Wildbienenhonig produziert, 25 % der Gesamtproduktion der indonesischen Provinz Nusa Tenggara Timur. Als „Mt. Mutis honey“ wird er auf Java, Sulawesi und Bali verkauft. Auf diese Weise soll eine lukrative Nutzung des Waldes jenseits der Holzgewinnung gefördert werden.
Die Idee, Honig wieder als Exportgut zu etablieren, existiert auch in Osttimor, wo das Staatssekretariat für Kooperativen (SECOOP) Kurse zur Produktivitätsverbesserung bei der Honigernte anbietet. Doch die Tradition des Honigsammelns von wilden Bienenvölkern verschwindet zunehmend. Die nur saisonalen finanziellen Erträge sind zu gering, um diese schwierige Arbeit interessant zu machen. Den jungen Leuten fehle oft der Mut und das Wissen, heißt es. Sie hätten Angst vor Bienenstichen und wüssten nicht mehr, wie man auf Bäume klettert. Die timoresischen Kerzen werden kaum noch gekauft, man benutzt meist aus Indonesien importierte Kerzen und die Elektrifizierung erreicht immer mehr Familien im Land. Es gibt Vorschläge, wie in den Nachbarländern die Östliche Honigbiene zu züchten, statt nur die Nester von Wildbienen auszubeuten. Neben den Wildpflanzen könnten die Blüten der Kaffeepflanze als Honiglieferant dienen. Kaffee ist eines der wichtigsten landwirtschaftlichen Produkte Osttimors. Imkerei gibt es auf Timor bisher nicht. Bei früheren Versuchen, die Imkerei einzuführen, wandte man fälschlicherweise Wissen über die Westliche Honigbiene (Apis mellifera) an, ohne auf die Bedürfnisse der einheimischen Bienenarten zu achten, was zu Misserfolgen und Skepsis der Bevölkerung gegenüber der Idee der Imkerei führte.